# تفكك تشيكوسلوفاكيا

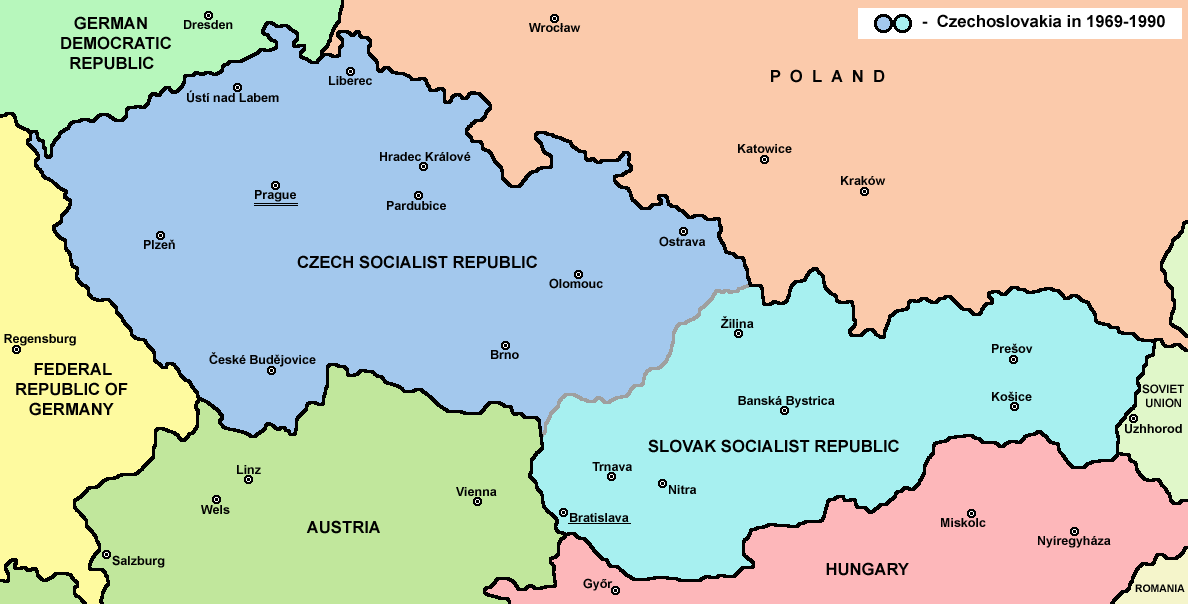

تفكك تشيكوسلوفاكيا (بالتشيكية: Zánik Československa) بالسلوفاكية: Rozdelenie Česko-Slovenska) بدأ هذا الحدث بتاريخ 1 يناير 1993 بتقسيم دولة تشيكوسلوفاكيا الفيدرالية إلى التشيك وسلوفاكيا. 
قادت الثورة المخملية في عام 1989 لإنهاء حكم الحزب الشيوعي التشيكوسلوفاكي وتشكيل الحكومات الديمقراطية الحالية.